# والتر ديفلين
والتر ديفلين (بالإنجليزية: Walter Devlin)‏ مواليد 21 ديسمبر 1931 في نيوجيرسي - الوفاة 28 أبريل 1995، كان لاعب كرة سلة أمريكي. بدأ مسيرته الاحترافية في سنة 1955. تم اختياره من قبل فريق غولدن ستايت ووريورز خلال الدرافت. بلغ طوله 6 قدم 5 بوصة (2.0 م). اعتزل اللعب في 1958. لعب مع ديترويت بيستونز ولوس أنجلوس ليكرز.

## روابط خارجية
- والتر ديفلين على موقع إن بي أي (الإنجليزية)
- والتر ديفلين على موقع سبورتس رفرنس (الإنجليزية)
- والتر ديفلين على موقع كلية كرة السلة في سبورتس رفرنس.كوم (الإنجليزية)
- والتر ديفلين على موقع ريلجم (الإنجليزية)
- والتر ديفلين على موقع بروبوليرز (الإنجليزية)